# Sparrow Force

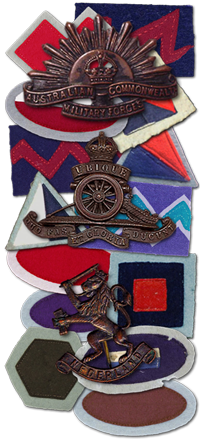
Abzeichen der Sparrow Force

Die Sparrow Force (deutsch Spatzen-Streitkräfte) war ein Militärverband unter australischer Führung, aus Truppen des 2/40th Australian Infantry Battalion und weiterer Einheiten der Australian 8th Division, die während des Pazifikkrieges in der Schlacht um Timor eingesetzt wurden. Ihre Aufgabe war zunächst die Verteidigung der Insel Timor gegen die Invasion durch das Kaiserreich Japan, später die Bindung japanischer Kräfte auf der Insel durch Guerillataktik.

## Geschichte
Ende 1941 bereiteten sich niederländische, britische und australische Truppen auf die erwartete Invasion der Japaner auf Timor vor. Truppen wurden im niederländischen Kupang in Westtimor zusammengezogen. Weitere Einheiten wurden in Dili, der Hauptstadt Portugiesisch-Timors stationiert, gegen den Protest der portugiesischen Regierung, denn das Land war im Zweiten Weltkrieg neutral.
In der Nacht vom 19. zum 20. Februar begann die japanische Invasion in Kupang und Dili. Die Reste der Sparrow Force musste sich in die Berge Portugiesisch-Timors zurückziehen. Mit einem Guerillakrieg konnten die Kommandos der Alliierten, mit Hilfe der einheimischen Bevölkerung (Criados), mit 1000 bis 2000 Soldaten bis Ende 1942 die Kräfte einer ganzen japanischen Division binden. Dann mussten die letzten australischen Soldaten abgezogen werden. Die Operationen auf Timor waren damit im Gegensatz zu jenen auf Java, Ambon und Rabaul als erfolgreich zu bewerten. Die Alliierten mussten im Laufe der Kämpfe um Timor etwa 450 Tote zählen. Japans Verluste werden mit 2.000 Mann angegeben. Die Opfer der timoresischen Bevölkerung werden auf 40.000 bis 70.000 geschätzt.
Nach dem Einsatz auf Timor wurde die 2/2nd Independent Company in die 2/2 Commando Squadron umbenannt und kämpfte auf Neuguinea und Neubritannien. Am Ende des Krieges war sie in Rabaul. Keine andere Einheit der australischen Armee stand solange im Feindkontakt wie die 2/2 Commando Squadron. Vom 2/40th Infantry Battalion wurden viele Soldaten in Tasmanien und Queensland aufgestellten 2/12th Infantry Battalion der Australian 7th Division auf Neuguinea und Borneo neu eingesetzt.

## Zusammensetzung
Die Mehrheit der Sparrow Force stellte das 2/40th Battalion (Australia)|2/40th Infantry Battalion, das in Tasmanien aufgestellt worden und Teil der 23rd Australian Infantry Brigade war. Kommandeur war zunächst Lieutenant Colonel William Leggatt, später übernahm Brigadier William Veale und schließlich Lieutenant Colonel Alexander Spence. Einen weiteren Teil bildete das australische Kommando der 2/2nd Independent Company, die vor allem in Westaustralien ausgehoben wurde. Dazu kamen Teile der 18. Panzerabwehrbatterie mit Panzerabwehrkanonen, die 2/12th Field Ambulance, die 23rd Brigade Signals und die 2/11th Field Company. Am 16. Februar verstärkte man die Sparrow Force nochmals mit 189 britischen Mann der Flugzeugabwehr der A & C Troops der 79th Light Anti-Aircraft Battery (Royal Artillery). Außerdem kämpften niederländische Kolonialtruppen. Unterstützung erhielten die Soldaten von einheimischen Jungen, die um die 13 Jahre alt waren. Diese Criados waren zugleich Führer, Träger und Späher für die alliierten Soldaten.

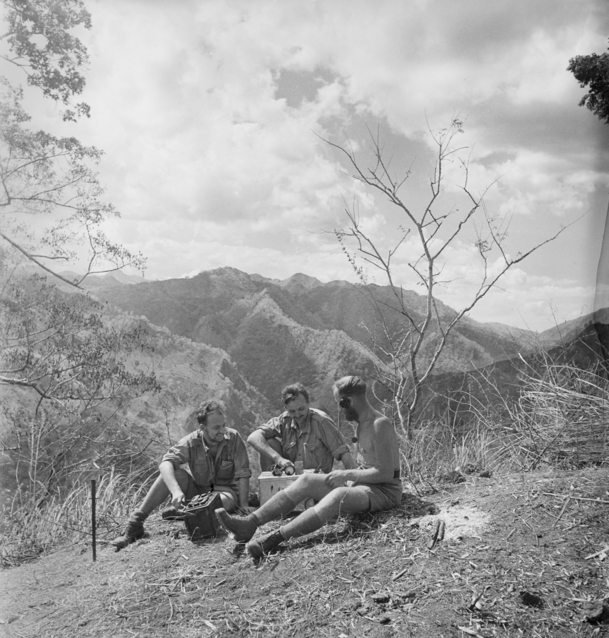
Australische Soldaten der 2/2nd Independent Company beim Funkverkehr auf einem Berggipfel im japanisch besetzten Timor, etwa November 1942 (von links nach rechts: Fernmelder Keith Richards, Korporal John Donovan und Unteroffizier/Wachtmeister John Henry Sargent).

- HQ Sparrow Force – 20 Stabsdienstsoldaten
- 2/40th Infantry Battalion – 944 Infanteristen
- 2/2nd Independent Company – 282 Infanteristen, weitere 152 kamen aus Westtimor hinzu.
- 2/1st Heavy Battery RAA – 132 Artilleristen
- [A & C Troops, 79th Light Anti-Aircraft Battery], (British Royal Artillery) – 189 Artilleristen
- 75th Light Aid Detachment – 14 Soldaten
- 2/1st Fortress Engineers – 56 Festungspioniere
- 2/1st Fortress Signals – 39 Festungsfernmelder.
- B Troop, 18th Anti-Tank Battery RAA – 27 Artilleristen
- No.2 Section, 2/11th Field Company RAE – 66 Feldpioniere
- 23rd Brigade Signals RASC – 8 Fernmelder
- 2/12th Field Ambulance RAAMC – 50 Sanitätssoldaten
- 22nd Dental Unit RAAMC – 5 Sanitätssoldaten
- Australian Army Service Corps – 20 Versorgungssoldaten

## Ausrüstung
Bewaffnung:
- 2 × 6-inch-Küstenartillerie.
- 8 × Bofors 40-mm-Flak
- 4 × Ordnance QF 2-Pfünder, Pak
- 6 × 3-inch-Mörser

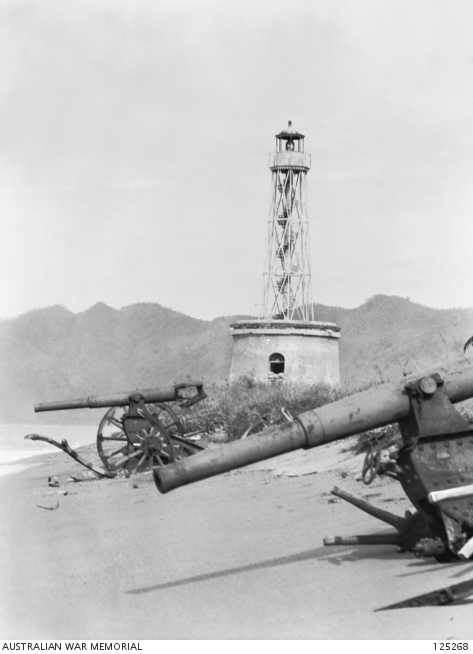
Aufgegebene Küstenartillerie der Niederländer in Dili (1946)

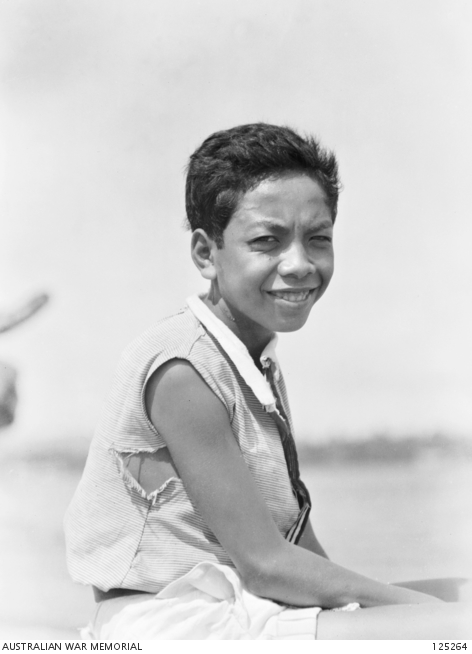
Akiu, ein junger chinesischer Timorese, war einer der einheimischen Helfer der Sparrow Force

- 16 × Bren-Maschinengewehre Mk.1 oder Mk.2, ursprünglich von britischen Truppen
- 40 × Lewis-Maschinengewehre, 16 ursprünglich von britischen Truppen
- No.1 Mk III* SMLE Lee-Enfield Gewehre
- 2½-inch Discharger cups,
- 42 × Thompson-Maschinenpistolen
- No. 23 Mills-Granaten
- .455 Webley-Revolver (Waffe der Offiziere)

Fahrzeuge:
- 8 × Chevrolet 5-Tonnen-Lastwagen
- 20 × Chevrolet 3-Tonnen-Lastwagen
- 10 × LP1 Universal Carriers plus 4 × Dutch armoured cars
- 8 × Chevrolet 1,5-Tonnen-Lastwagen
- 3 × Chevrolet Limousinen
- 4 × Motorräder mit Wagen
- 6 × Motorräder

Die 2/2nd Ind. Coy. in Portugiesisch-Timor war schwerer bewaffnet, zum Beispiel mit Brens-Geschützen und Thompson-Maschinenpistolen.

## Belege
- Geoff Browne: Australian Dictionary of Biography, Volume 15. Melbourne University Press, 2000, Leggatt, Sir William Watt (Bill) (1894–1968), S. 77–79 (Online).
- Peter Dennis et al: The Oxford Companion to Australian Military History. Second Auflage. Oxford University Press Australia & New Zealand, Melbourne 2008, ISBN 978-0-19-551784-2.
- Tom Frame, Baker, Kevin: Mutiny! Naval Insurrections in Australia and New Zealand. Allen & Unwin, St. Leonards, New South Wales 2000, ISBN 1-86508-351-8.
- G. Hermon Gill: Royal Australian Navy 1939–1942 (= Australia in the War of 1939–1945. Series 2 – Navy. Band 1). Australian War Memorial, Canberra 1957, OCLC 848228 (Online).
- Mac Grant: Reserve Commandos Inherit a Remarkable Legacy (= Defence Reserves Yearbook 2004–2005). Defence Reserves Support Council, Canberra, Australian Capital Territory 2005, OCLC 223674990, S. 24–30.
- Geoffrey C. Gunn: History of Timor. Technische Universität Lissabon (PDF-Datei; 805 kB)
- William Bradley Horton: Through the Eyes of Australians: The Timor Area in the Early Postwar Period. In: Ajitaiheiyotokyu. Band 12, 2009, S. 251–277.